# Condado de Glasscock
El condado de Glasscock es uno de los 254 condados del estado estadounidense de Texas. La sede del condado es Garden City, al igual que su mayor ciudad. El condado posee un área de 2.333 km² (los cuales 0 km² están cubiertos por agua), la población de 1.406 habitantes, y la densidad de población es de 0,6 hab/km² (según censo nacional de 2000). El condado fue fundado en 1887.